# Stanisław Borzyszkowski
Stanisław Borzyszkowski (ur. 13 listopada 1897 w Bindudze, zm. 28 października 1968 w Suszu) – żołnierz armii niemieckiej, oficer Wojska Polskiego w II Rzeczypospolitej, kawaler Orderu Virtuti Militari.

## Życiorys
Urodził się 13 listopada 1897 we wsi Binduga, w rodzinie Jakuba i Magdaleny z Prądzyńskich. W 1915 powołany do armii niemieckiej. W jej szeregach walczył na frontach I wojny światowej. W październiku 1919 wstąpił ochotniczo do Wojska Polskiego i skierowany został do 64 pułku piechoty. Później przeniesiony do 16 dywizjonu artylerii ciężkiej, a od marca 1920 walczył w składzie 1 baterii 16 pułku artylerii polowej w wojnie polsko-bolszewickiej. W bitwie pod Terespolem, w czasie gwałtownego ataku Rosjan, pod silnym ostrzałem artylerii, kierował ogniem swoich baterii niszcząc nacierającego wroga. Za czyn ten został odznaczony Krzyżem Srebrnym Orderu „Virtuti Militari”.
W listopadzie 1920 awansował na podporucznika i skierowany został na kurs w Centrum Wyszkolenia Artylerii w Rembertowie. 6 sierpnia 1921 na własną prośbę został przeniesiony do rezerwy. 29 stycznia 1932 prezydent RP nadał mu stopień porucznika z dniem z 2 stycznia 1932 i 4. lokatą w korpusie oficerów rezerwowych artylerii. Posiadał przydział w rezerwie do 16 pułku artylerii lekkiej.
W 1925, po trzyletnich studiach, uzyskał dyplom nauk leśnych na Wydziale Rolniczo-Leśnym Uniwersytetu Poznańskiego. Od stycznia 1925 pracował Lasach Państwowych, początkowo w Dyrekcji Toruńskiej, następnie Dyrekcji Bydgoskiej, a od 1 kwietnia 1932 w Dyrekcji Lasów Państwowych w Białowieży na stanowisku kierownika nadleśnictwa Jasień, w gminie Szereszów powiatu prużańskiego.
W czasie II wojny światowej powołany do służby wojskowej. Wstąpił do Polskich Sił Zbrojnych w ZSRR dowodzonych przez gen. Władysława Andersa. Po zakończeniu działań wojennych powrócił w 1948 do kraju i podjął pracę zawodową. Od 1968 na emeryturze. Zmarł w Suszu i tam spoczywa na miejscowym cmentarzu. 
Od 1932 żonaty z Marią Osińską, z którą miał córkę Marię (1934) i syna Andrzeja (1937). 

## Ordery i odznaczenia
- Krzyż Srebrny Orderu Wojskowego Virtuti Militari nr 2406 – 19 lutego 1921[5][1][2]
- Krzyż Walecznych[6][2]